# 월터 아파나시에프
월터 아파나시에프(영어: Walter Afanasieff, 본명: 블라디미르 니키시치 아파나시에브(포르투갈어: Vladimir Nikitich Afanasiev), 1958년 2월 10일 ~ 현재)는 음악가, 송라이터, 음악 프로듀서이자 작곡가로, 1980년대에 베이비 러브(Baby Love)라는 이름으로 활동하였다.
미국으로 이주한 러시아계 브라질인으로 머라이어 캐리의 공동 프로듀서이자 공동 작곡가로 몇 년을 같이 활동하였던 것으로 유명하다. 셀린 디옹의 〈My Heart Will Go On〉을 프로듀싱하면서 1999년 그래미 어워드에서 올해의 레코드상 부문에서 수상을 하였으며, 이듬해에도 비클래식 부문 올해의 프로듀서에서 수상을 하게 된다.
캐리와 디옹과 함께 아파나시에프는 리처드 막스, 휘트니 휴스턴, 탈리아, 라이오넬 리치, 루서 밴드로스, 조지 벤슨, 데스티니스 차일드, 케니 G, 마이클 볼튼, 토니 브랙스턴, 조니 마티스, 케니 로긴스, 바브라 스트라이샌드, 크리스티나 아길레라, 리키 마틴, 리오나 루이스, 이디나 멘젤, 새비지 가든 같은 가수들의 노래를 프로듀싱하거나 만들었다.

## 수상
- 1999년 그래미 어워드 올해의 레코드 셀린 디옹 - 〈My Heart Will Go On〉
- 2000년 그래미 어워드 비클래식 올해의 프로듀서